# غدب متساوي الشفاه
غدب متساوي الشفاه (باللاتينية: Scrophularia aequilabris ) هو نوع نباتي يتبع جنس الغدب من الفصيلة الغدبية.